# Vîhurîci, Luțk
Vîhurîci (în ucraineană Вигуричі) este un sat în comuna Cearukiv din raionul Luțk, regiunea Volînia, Ucraina.

## Demografie
Componența lingvistică a localității Vîhurîci
     Ucraineană (98,43%)
     Rusă (1,57%)
Conform recensământului din 2001, majoritatea populației localității Vîhurîci era vorbitoare de ucraineană (98,43%), existând în minoritate și vorbitori de rusă (1,57%).